# Agence de la concurrence et de la consommation
Pour les articles homonymes, voir KKV.
L'agence de la concurrence et de la consommation (finnois : Kilpailu- ja kuluttajavirasto, sigle KKV) est une agence gouvernementale dans le domaine de la concurrence et de la protection des droits des consommateurs sous le contrôle du Ministère des Affaires économiques et de l'Emploi de la Finlande.

## Présentation
L'Autorité de la concurrence et des consommateurs est chargée de garantir le bon fonctionnement du marché. 
La division de la concurrence élimine les obstacles à la concurrence, garantissant aux consommateurs des alternatives compétitives.
Elle assure la surveillance du respect de la législation relative aux marchés publics et le contrôle des fusions d'entreprises.
La division Consommateurs, d'autre part, s'assure que les consommateurs ont accès à des informations suffisantes, exactes et véridiques pour faire des choix, et que les méthodes marketing utilisées par les de entreprises sont acceptables.

La KKV fonctionne selon les lois suivantes :
- Loi sur l'autorité finlandaise de la concurrence et des consommateurs(661/2012)[3]:
- Loi sur la concurrence (948/2011)[4]